# Eddie Lee Wilkins
Pour les articles homonymes, voir Wilkins.
Eddie Lee Wilkins, né le 7 mai 1962 à Cartersville (Géorgie), est un joueur américain de basket-ball qui joue six saisons en NBA.

## Biographie
Formé à l'université de NAIA des Runnin' Bulldogs de Gardner–Webb, il inscrit 18,7 points et 8,8 rebonds en carrière pour un total de 2 361 points et 1 103 rebonds. Il est sélectionné par les Knicks de New York à la Draft 1984 de la NBA en 133e position. Remplaçant Pat Cummings touché par les fautes lors du premier match de la saison à domicile, le rookie inconnu inscrit 24 points et 10 rebonds face aux Pistons de Détroit  avant de se blesser à la cheville et de manquer 16 rencontres pour finir la saison avec 5,5 points et 4,8 rebonds en 54 rencontres (16 dans le cinq de départ). Il se blesse au genou lors d'une collision avec son homonyme Gerald Wilkins lors d'un camp d'été l'été 1985.
Guéri, il renoue avec la compétition dans les ligues mineures en USBL (Connecticut Colonials). Ne parvenant pas à convaincre la NBA durant l'été 1986, il joue en CBA avec Lightning de Rockford, puis en Espagne (CB Valladolid, 20,9 points et 10,5 rebonds) et retrouve enfin les Knicks le 22 février 1987 pour un contrat de dix jours, qui est confirmé pour la fin de la saison 1987-1988. Il passe l'année 1988-1989 dans les ligues mineures aux Staten Island Stallions (USBL), Savannah Spirits (CBA, 22,8 points et 9 rebonds), Thunder de Quad City (CBA), Jersey Shore Bucs (USBL). Ses performances aux Stallions le font sélectionner dans le meilleur cinq de l'USBL avec Don Collins, Richard Rellford, Tyrone Bogues et World B. Free
Il est signé de nouveau par les Knicks pour la saison 1988-1989 puis les deux suivantes, où il est le remplaçant attitré de Patrick Ewing, avant d'être libéré le 1er octobre 1991 à l'arrivée de Pat Riley sur le banc. Il rejoint alors l'Europe au Ranger Varese pour la saison 1991-1992 avec des statistiques de 20,2 points et 12,8 rebonds. Il trouve de nouveau preneur en NBA pour la 1992-1993 avec les Sixers. Son contrat de deux saisons trouve un terme prématuré lors d'un choc avec le rookie du Magic d'Orlando Shaquille O'Neal le 15 avril 1993 où il se rompt le tendon d'Achille, ce qui met un terme à sa carrière sportive.
Dans sa carrière NBA, il marque un total de 1 534 points en 322 rencontres, dont 29 titularisations. Le 15 novembre 1990, il inscrit 20 points en 20 minutes face aux Trail Blazers de Portland.
En 1989, il fonde la Eddie Lee Wilkins Foundation, devenue Eddie Lee Wilkins Youth Association. qui procure des activités physiques et sociales pour les jeunes de sa ville natale de Cartersville. Il devient entraîneur d'équipes locales : Canton Mustangs (2004-2005), BC Knicks-1 (2006), Smyrna Knicks (2009).

## Distinctions personnelles
- NAIA All-American 1983, 1984[5]
- All Star de la CBA en 1988[4]
- Meilleur cinq de l'USBL (1987[7])